# Stizocera armigera
Stizocera armigera är en skalbaggsart som först beskrevs av White 1853.  Stizocera armigera ingår i släktet Stizocera och familjen långhorningar. Inga underarter finns listade i Catalogue of Life.